# Маруаль (сыр)
Маруа́ль (фр. Maroilles), Маро́ль (фр. Marolles) — французский сыр из коровьего молока с мягкой упругой мякотью и отмытой корочкой. Сыр часто называют «Чудо Маруаля» (фр. La Merveille de Maroilles) — по названию деревни Маруаль на севере Франции.

## История
Сыр известен с древних времён. Его любили многие французские короли, в том числе Филипп II, Людовик IX, Карл VI и Франциск I. 17 июля 1955 года за ним закрепили название «Маруаль», а 1976 году он получил категорию AOC. Во Франции производят около 20 сыров этого вида.

## Изготовление
Головка сыра имеет форму булыжника. Производят головки сыра четырёх видов:
| Вид головки           | Размеры, см | Толщина, см | Вес, г | Время созревания, нед |
| --------------------- | ----------- | ----------- | ------ | --------------------- |
| «большой» (gros)      | 12,5-13     | 6           | 720    | 5                     |
| «сорбе» (sorbais)     | 12-12,5     | 4           | 540    | 4                     |
| «миньон» (mignon)     | 11-11,5     | 3           | 380    | 4                     |
| «четвертинка» (quart) | 6-6,5       | 3           | 180    | 3                     |

Для того, чтобы на поверхности сыра не образовывалась плесень, его во время созревания периодически переворачивают и натирают соляным раствором. Головка готового сыра имеет жёлтый, оранжевый или красный цвет и покрыта блестящей корочкой. Под корочкой находится однородная мякоть, более нежная к сердцевине. Сыр имеет жирность 45 %.
Вкус сыра можно определить как «острый», «сильный» и «терпкий». Он имеет специфический запах и вкус, к нему необходимо привыкнуть, так как он не всегда нравится с первого раза.
Из Маруаля, который не получился высшей категории, изготавливают другие сыры, например, Булет д’Авен (фр. Boulette d'Avesne).
Маруаль употребляют с винами Lalande-de-Pomerol, Chateau-neuf du pape, Cahors и Moulis. На севере Франции его часто употребляют с пивом и сидром. Сыр подают перед десертом с пшеничным хлебом, а также используют при приготовлении салатов и других блюд.

## Вьё-Лиль
Вьё-Лиль (фр. vieux-lille, «старый Лиль») — одна из разновидностей сыра маруаль, изготавливаемая в Нор-Па-де-Кале и Пикардии. Чтобы получить Вьё-Лиль, маруаль в течение трёх месяцев вымачивают в рассоле. Это очень солёный сыр с резким запахом. Другие названия Вьё-Лиль: puant de Lille — «лилльский смрадный», gris de Lille — «лилльский серый», puant macéré — «вонючий вымоченный», fromage fort de Béthune — «крепкий бетюнский сыр» и maroilles gris — «серый маруаль».
В прошлом этот острый сыр с сильным запахом считался едой бедняков, рабочих и, в особенности, шахтёров.
Головка Вьё-Лиль имеет форму квадратного блока 13 на 13 см и 5—6 см высотой, весит 800 г. Цвет головки серый. Хотя сырная мякоть и не разваливается при нарезке, верным будет назвать Вьё-Лиль полутвёрдым сыром.
Раньше изготавливался только зимой, теперь — в течение всего года. Вьё-Лилль может употребляться в конце сырного блюда или отдельно; местные жители едят его с крепким пивом или чёрным кофе. Подходящие вина — купаж Cabernet Sauvignon и Merlot, красное вино Backsberg Estate 1999.
5 ноября 1986 года Вьё-Лиль был назван региональным продуктом Нор-Па-де-Кале (label régional Nord-Pas-de-Calais).